# Вязова Вершина
Вязова Вершина — деревня Лебедянского района Липецкой области в составе Вязовского сельсовета.
Другие названия деревни: Теплинские выселки или Теплинские хутора. Относилась к приходу села Вязово, но основана переселенцами из села Теплое. Приходскими праздниками считались 17 июля и 26 октября — дни почитания св. Козьмы и Дамиана. Деревня расположена в верховье Вязового оврага, отсюда и название деревни Вязова Вершина. В период коллективизации был образован колхоз «Идея».

## Население
| 2009 | 2010 |
| ---- | ---- |
| 4    | ↘0   |